# 良宽
良宽（日语: 良寛（りょうかん），1758年—1831年），號大愚，俗名山本榮藏（やまもとえいぞう），元服後為文孝（ふみたか）。他生於日本越後國出雲崎（今新潟縣三島郡出雲崎町），江户时代的禪門曹洞宗僧人。他为一位云游僧人，尤其凭借诗歌，书法著称，他的作品赞颂自然之美。风靡一时。他的诗风对后世产生影响。

## 关联人物
- 山田杜皐
- 相馬御風
- 会津八一
- 井本農一
- 安田靫彦
- 横山英
- 水上勉
- 津田青楓